# Tehnološki inštitut Massachusettsa
Tehnološki inštitut Massachusettsa [tehnolóški inštitút mesečjúsetsa](angleško Massachusetts Institute of Technology; kratica MIT,  izgovarjava em-aj-ti) je raziskovalna ustanova in univerza v Cambridgeu, Massachusetts, neposredno prek reke Charles River v mestnem predelu Back Bay.
MIT je ena od vodilnih znanstvenih in tehnoloških ustanov na svetu, posebno na področjih naravoslovja in tehnologije pa tudi na drugih, kot so: upravljanje, ekonomija, jezikoslovje, politične znanosti in filozofija. Med najobetavnejše oddelke in šole spadajo Lincolnov laboratorij, Laboratorij za računalništvo in umetno inteligenco, MIT-jev medijski laboratorij, Inštitut Whitehead ter Sloanova šola managementa.

## Zgodovina
Leta 1861 je zvezna država Massachusetts odobrila ustanovno pismo za ustanovitev Tehnološkega inštituta Massachusettsa in Bostonskega društva naravoslovne zgodovine, ki ji ga je predložil uveljavljeni naravoslovec William Barton Rogers. Upal je, da je bil to pomemben prvi korak do oblikovanja nove vrste neodvisne izobraževalne ustanove, ki bo pomembna za čedalje bolj industrializirane Združene države Amerike. Ko je bilo ustanovno pismo odobreno je Rogers pričel z zbiranjem denarnih sredstev, razvojem učnega načrta in iskanjem primernih prostorov. Njegova prizadevanja je ovirala ameriška državljanska vojna, zaradi česar so prve učne ure potekale v najetem prostoru v Mercantilovi stavbi v središču Bostona leta 1865. 
Prva MIT-jeva stavba je bila zgrajena v bostonskem mestnem predelu Back Bay leta 1866. V naslednjih nekaj letih je inštitut pridobil velik ugled na področju znanosti in inženirstva, vendar je bil to tudi čas finančnih težav. Zaradi teh dveh dejavnikov se je mnogim zdelo, da je MIT idealen kandidat za združitev z bližnjo Harvardsko univerzo, ki je bila zelo premožna, vendar precej šibkejša na področju inženirstva kot pa na področju znanosti. Okoli leta 1900 je bila predlagana spojitev s Harvardom, vendar je bila odpovedana zaradi protestiranja MIT-jevih absolventov. Leta 1916 se je sedež ustanove preselil na drugo stran reke, v Cambridge, kjer stoji še danes.
MIT je sprva v majhni meri izvajal univerzitetni študij tako za moške kot za ženske, odkar je sprejel študentko Ellen Swallow Richards leta 1870. V zadnjih nekaj letih pa se je razmerje žensk proti moškim na dodiplomskem študiju približalo vrednosti 1:1. 
MIT-jev sloves je začel naraščati po drugi svetovni vojni, ko je ameriška vlada pričela s financiranjem raziskav na univerzah z učinkom na področjih kot so obramba in nacionalna varnost.
Med afero Watergate je bilo razkrito, da je svetovalec predsednika Richarda Nixona, Charles W. Colson, pripravil »seznam državnih sovražnikov«, ki je prikazoval ljudi, ki so sovražni do administracije. MIT je imel na seznamu več ljudi kot pa katerakoli druga organizacija, vključno s svojim takratnim predsednikom Jeromom Wiesnerjem in profesorjem Noamom Chomskym. Dokumenti iz Watergata so razkrili, da je Nixon naročil pretrganje denarne pomoči inštitutu zaradi Wiesnerjevega »protiobrambnega predsodka«.
V svoji zgodovini se je MIT osredotočal na področje izumov. Leta 2001 je MIT najavil, da namerava objaviti študijsko gradivo na internetu v skladu s svojim projektom odprtega študija na internetu. Cilj tega projekta je, da bi ves študijski material na MIT-ju tako za dodiplomski kot za podiplomski študij objavili na internetu do leta 2007. Predsednik Charles Vest leta 2001 kot prvi univerzitetni uradnik na svetu, ki je javno priznal, da je njegova ustanova ostro omejevala kariere ženskega učnega osebja, raziskovalk in študentk in da so bile žrtve spolnega nadlegovanja in obljubil, da bo te krivice odpravil. Avgusta 2004 je bila Susan Hockfield, molekularna nevrobiologinja, imenovana za prvo žensko predsednico MIT-ja. Službovati je začela 6. decembra 2004.

## Organizacija
MIT je organiziran v pet šol in en kolidž.